# Prêmio Fair Play da FIFA
O Prêmio Fair Play da FIFA é um prêmio da FIFA que reconhece o comportamento exemplar que promove o espírito de fair play e compaixão no futebol em todo o mundo. A primeira cerimônia aconteceu pela primeira vez em 1987, ele foi concedido a indivíduos (incluindo posteriormente), times, torcedores, espectadores, associações, federações de futebol e até mesmo comunidades futebolísticas inteiras. Um ou mais prêmios são concedidos anualmente, havendo pelo menos um ganhador a cada ano, exceto em 1994, quando não houve a premiação.

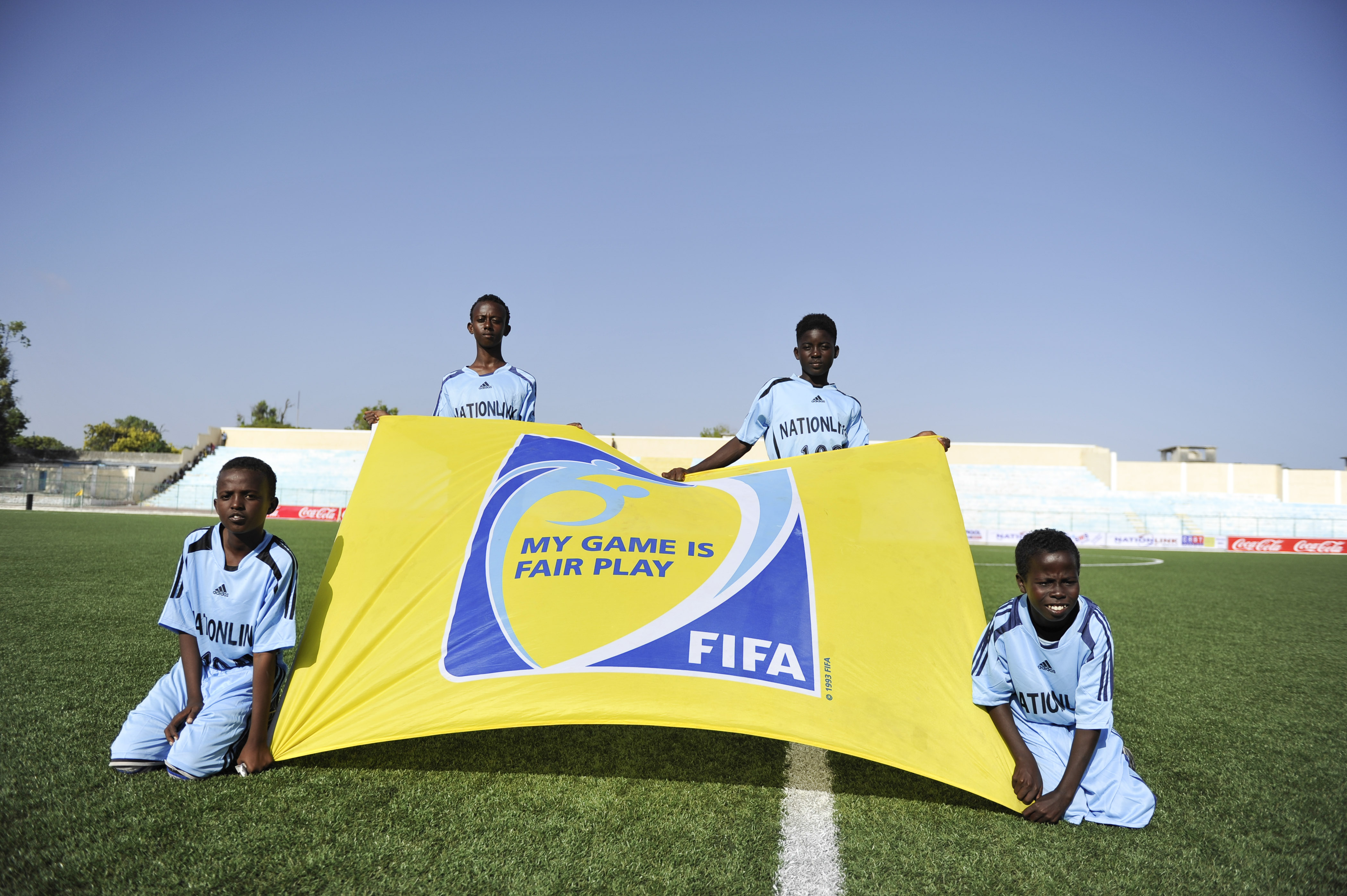
Crianças da Somália exibindo a bandeira My game is fair play (meu jogo é o jogo limpo, em tradução literal), em 2014.

## Ganhadores

#### Fonte:[3]
| Ano  | Ganhador(es)                                                       | Motivo | Notas               |
| ---- | ------------------------------------------------------------------ | --- | ------------------- |
| 1987 | Torcedores do Dundee United                                        | Bom comportamento dos torcedores mesmo ao perder para o IFK Göteborg na final da Copa da UEFA de 1986–87 (atual Liga Europa). | [ 4 ]               |
| 1988 | Frank Ordenewitz                                                   | Comportamento esportivo ao admitir que havia colocado a mão na bola dentro da área gerando um pênalti na partida entre o FC Köln e o Werder Bremen. | [ 5 ]               |
| 1988 | Espectadores dos Jogos Olímpicos de Verão de 1988                  | Fãs que deixaram uma impressão exemplar com seu comportamento esportivo. |                     |
| 1989 | Apoiadores Trinitários e trinitárias                               | Comportamento exemplar apesar da derrota em casa para os Estados Unidos na última partida das Eliminatórias da CONCACAF de 1989. |                     |
| 1990 | Gary Lineker                                                       | Em sua carreira de 15 anos como jogador de futebol profissional, nunca levou um cartão amarelo ou vermelho sequer. | [ 6 ]               |
| 1991 | Federação Espanhola de Futebol                                     | Forma exemplar de como o governo, mídia, escolas, artistas e patrocinadores devem se envolver em atividades de fair play. |                     |
| 1991 | Jorginho                                                           | Carreira e comportamento único, dentro e fora do campo a ser seguido. | [ 7 ]               |
| 1992 | Federação Belga de Futebol                                         | Promover o jogo limpo com sua campanha ”Futebol em Paz“ e o projeto de ajuda ”Casa Hogar“ em Toluca, México. |                     |
| 1993 | Nándor Hidegkuti                                                   | Premiado pelo seu comportamento exemplar como jogador e técnico durante a vida. | [ 8 ]               |
| 1993 | Associação de Futebol da Zâmbia                                    | Por seus esforços para reconstruir a seleção após o Desastre aéreo com a Seleção Zambiana de Futebol em 1993. | [ 8 ]               |
| 1994 | Não houve premiação                                                | Não houve premiação | Não houve premiação |
| 1995 | Jacques Glassmann                                                  | Atitude corajosa ao denunciar o caso de suborno entre Valenciennes e Olympique de Marseille. | [ 9 ]               |
| 1996 | George Weah                                                        | Demonstrou seu verdadeiro amor pelo jogo e projetando uma mensagem de Fair Play para o maior público possível. | [ 10 ]              |
| 1997 | Apoiadores Irlandeses                                              | Comportamento exemplar, principalmente nas eliminatórias da Copa do Mundo contra a Bélgica. | [ 11 ]              |
| 1997 | Jozef Zovinec                                                      | 60 anos no futebol amador sem tomar cartões amarelos. | [ 11 ]              |
| 1997 | Julie Foudy                                                        | Esforço contra o trabalho infantil | [ 11 ]              |
| 1998 | Federação Estadunidense de Futebol                                 | Esportividade em torno da partida entre as seleções na Copa do Mundo, apesar das tensões políticas mútuas por quase 20 anos. | [ 12 ]              |
| 1998 | Federação de Futebol da República Islâmica do Irã                  | Esportividade em torno da partida entre as seleções na Copa do Mundo, apesar das tensões políticas mútuas por quase 20 anos. | [ 12 ]              |
| 1998 | Associação Norte-Irlandesa de Futebol                              | Esforços para reunir as comunidades católica e protestante em Belfast, no jogo entre Cliftonville e Linfield. | [ 12 ]              |
| 1999 | Associação Neo-zelandesa de Futebol                                | Esforços para fazer do Campeonato Mundial Sub-17 da FIFA de 1999 um grande sucesso. | [ 13 ]              |
| 2000 | Lucas Radebe                                                       | Pelo trabalho com crianças na África do Sul e seu compromisso na luta contra o racismo no futebol. | [ 14 ]              |
| 2001 | Paolo Di Canio                                                     | Tirando a bola do jogo com as mãos quando o goleiro adversário, Paul Gerrard, se lesionou no chão. | [ 15 ]              |
| 2002 | Associações Japonesa e Sul-coreana de futebol                      | Demonstrando espírito de fraternidade e esportividade ao sediarem juntas a Copa do Mundo de 2002. | [carece de fontes?] |
| 2003 | Torcedores do Celtic                                               | Comportamento exemplar na final da Copa da UEFA de 2002–03, apesar da derrota do Celtic por 3 a 2 para o Porto. | [carece de fontes?] |
| 2004 | Confederação Brasileira de Futebol                                 | Reconhecimento pela organização da "Partida pela Paz", disputada pelas seleções do Brasil e do Haiti, onde foram oferecidos ingressos em troca de armas. | [carece de fontes?] |
| 2005 | Comunidade de Iquitos                                              | Apoio sincero à Copa do Mundo Sub-17 da FIFA de 2005 e contribuição ao futebol. | [ 16 ]              |
| 2006 | Torcedores na Copa do Mundo FIFA de 2006                           | Jogo limpo, respeito mútuo e atmosfera especial dos torcedores criados dentro e fora dos estádios. | [ 17 ]              |
| 2007 | Barcelona                                                          | Rejeitando acordos lucrativos de patrocínio nas camisas e, em vez disso, exibir o logotipo do UNICEF. | [ 18 ]              |
| 2008 | Federação Turca de Futebol                                         | Por promover o diálogo entre dois países que, de outra forma, não mantêm qualquer forma de relação diplomática. | [ 19 ]              |
| 2008 | Federação de Futebol da Armênia                                    | Por promover o diálogo entre dois países que, de outra forma, não mantêm qualquer forma de relação diplomática. | [ 19 ]              |
| 2009 | Bobby Robson                                                       | Concedido pelo seu compromisso com o Fair Play demonstrado ao longo de sua carreira como jogador e treinador. | [ 20 ]              |
| 2010 | Seleção Haitiana de Futebol Feminino Sub-17                        | Superação das dificuldades após o terremoto no Haiti em 2010. | [ 21 ]              |
| 2011 | Associação de Futebol do Japão                                     | Superação das dificuldades após o terremoto no Japão em 2011, enquanto vencia a Copa do Mundo Feminina da FIFA de 2011. | [ 22 ]              |
| 2012 | Federação de Futebol do Uzbequistão                                | Mostrando que o jogo limpo e a competição não são exclusivos, mas se complementam. | [ 23 ]              |
| 2013 | Federação Afegã de Futebol                                         | Solidariedade no futebol contra todas as adversidades, após os efeitos da guerra, desordem e conflito. | [ 24 ]              |
| 2014 | Voluntários brasileiros, canadenses, costarriquenhos e marroquinos | Seu trabalho, apoio incansável, entusiasmo e paixão pelo jogo, conforme demonstrado ao sediarem a Copa do Mundo FIFA 2014, Copa do Mundo Feminina Sub-20 da FIFA 2014, Copa do Mundo Feminina Sub-17 da FIFA 2014 e a Copa do Mundo de Clubes da FIFA de 2014, respectivamente. | [ 25 ]              |
| 2015 | Todas as organizações futebolísticas que ajudam refugiados         | Trabalhando para apoiar refugiados em conflitos, representados por Gerald Asamoah, que faz campanha pelo bem-estar dos refugiados. | [ 26 ]              |
| 2016 | Atlético Nacional                                                  | Cedeu o título da Copa Sul-Americana de 2016 para a Chapecoense, após a tragédia do Voo LaMia 2933. | [ 27 ]              |
| 2017 | Francis Koné                                                       | Salvou a vida de um adversário fazendo os primeiros socorros no campo após uma colisão. | [ 28 ]              |
| 2018 | Lennart Thy                                                        | Perdeu uma partida da Eredivisie para VVV Venlo contra PSV Eindhoven para doar sangue para um receptor com urgência de receber células-tronco para tratamento de leucemia. | [ 29 ]              |
| 2019 | Marcelo Bielsa                                                     | Devido ao fato de o Leeds United marcar um gol enquanto tinha um jogador lesionado do Aston Villa, tendo o Leeds permitido logo depois que o Aston Villa marcasse um gol em forma de retribuir.                                                                                 | [ 30 ]              |
| 2019 | Leeds United                                                       | Devido ao fato de o Leeds United marcar um gol enquanto tinha um jogador lesionado do Aston Villa, tendo o Leeds permitido logo depois que o Aston Villa marcasse um gol em forma de retribuir.                                                                                 | [ 30 ]              |
| 2020 | Mattia Agnese                                                      | Administrou os primeiros socorros essenciais a um adversário que perdeu a consciência após uma colisão em campo. | [ 31 ]              |
| 2021 | comissão técnica, jogadores e equipe médica dinamarquesa           | Pelo auxílio ao jogador Christian Eriksen após este desmaiar em campo depois de sofrer uma parada cardíaca durante o jogo da Euro 2020 contra a Finlândia. | [ 32 ]              |
| 2022 | Luka Lochoshvili                                                   | Salvou a vida de um adversário ao evitar que o mesmo engolisse sua própria língua após desabar no gramado. | [ 33 ]              |
| 2023 | Seleção Brasileira de Futebol                                      | Pela manifestação contra o racismo, tendo atuado no primeiro tempo de um amistoso contra Guiné com uniforme preto em solidariedade ao jogador Vinícius Júnior, que havia sofrido ofensas revistas dias antes em uma partida entre Real Madrid e Valencia.                       | [ 34 ]              |
| 2024 | Thiago Maia                                                        | Salvou pessoas e animais durante as enchentes do Rio Grande do Sul. |                     |